# Sännås
Sännås är en by i Villstads socken i Gislaveds kommun. 
Isberga säteris huvudbyggnad började byggas här på 1860-talet men plockades ner och byggdes upp på nuvarande plats på Isberga.
Sjön Söingen eller i vardagligt tal Sögen gränsar till tre byar: Sännås, Ilabäck och Vipperhult. Österån rinner till och från Söingen och vidare till Släthults kvarn.
Namnet kommer ifrån en långsträckt höjd som kallas Sännåsen.